# Litoria modica
A Litoria modica a kétéltűek (Amphibia) osztályának békák (Anura) rendjébe, a Pelodryadidae családba, azon belül a Pelodryadinae alcsaládba tartozó faj.

## Előfordulása
A faj Pápua Új-Guineában és Indonézia Papua tartományában él. Természetes élőhelye a szubtrópusi vagy trópusi nedves hegyvidéki erdők, folyók, lepusztult erdők.